# Spominski znak Rajhenav 1991
Spominski znak Reichenau 1991 je spominski znak Slovenske vojske, ki je namenjen udeležencem zajetja ekonomije JLA Reichenau leta 1991.
Spominski znak je bil ustanovljen 19. junija 1998.

## Opis
Spominski znak Reichenau 1991 ima obliko ščita zelene barve. Na sredini znaka je kočevski grad, ob njem pa sveti Jernej. V zgornjem delu sta znak Slovenske vojske in napis RAJHENAV, v spodnjem delu pa letnica 1991.

## Nadomestne oznake
Nadomestna oznaka je modre barve z zlatim lipovim listom, ki ga križa puška.

## Nosilci
- seznam nosilcev spominskega znaka Rajhenav 1991